# Fruktozofosfat
Fruktozofosfati su šećerni fosfati bazirani na fruktozi. Oni su u znatnoj meri zastupljeni u ćelijskoj biohemiji. Fruktozofosfati imaju integralne uloga u mnogim metaboličkim putevima, a posebno u glikolizi, glukoneogenezi i putu pentoznog fosfata.
Glavni biološki aktivni fruktozofosfati su:
- Fruktoza 1-fosfat
- Fruktoza 2-fosfat
- Fruktoza 6-fosfat
- Fruktoza 1,6-bisfosfat
- Fruktoza 2,6-bisfosfat

## Spoljašnje veze
- Fructosephosphates на 